# Голоби
Голо́би — селище в Україні, центр Голобської селищної територіальної громади Ковельського району Волинської області. До райцентру можна дістатися автошляхом М19, який збігається із єврошосе E85.

## Походження назви
За народним переказом, у давнину село належало жорстокому поміщикові, який наказував непокірним селянам вистригати волосся (голити лоби). Від гололобих селян і село назвали Головлобами, потім Голобами. Цієї версії дотримувався дослідник топонімії Волині Володимир Покальчук. За іншим переказом, назва села походить від слова головби — возії лісу.

## Демографія
Населення Голоб впродовж останнього десятиліття повільно скорочується в середньому на 2,6% на рік.

### Мова
Розподіл населення за рідною мовою за даними перепису 2001 року:
| Мова            | Кількість | Відсоток |
| --------------- | --------- | -------- |
| українська      | 4186      | 98.73%   |
| російська       | 49        | 1.15%    |
| білоруська      | 2         | 0.05%    |
| гагаузька       | 1         | 0.02%    |
| інші/не вказали | 2         | 0.05%    |
| Усього          | 4240      | 100%     |

## Історія
В історичних джерелах Голоби вперше згадуються в 1434 році, коли вони входили до складу Мельницької волості разом з Бруховичами, Козлиничами і були підпорядковані Луцькому замку. В описі Луцького замку за 1545 рік говориться: «на будівництво містка фортеці дерево возять із Мельницької волості люди господарські по імені Козлиничі, Бруховичі і Головби». В тих же документах записано, що селяни цих сіл мусили «виконувати службу з возом і сокирою».
У 16 столітті Голоби з Мельницею і Бруховичами стали володіннями Польщі, в 1544 році король Сигізмунд I Старий передав Голоби своїй дружині Боні Сфорці, яка володіла ними до 1557 року. В 1573 році власниками Голобів стали Варвара Козинська і князь Юрій Збаразький, які мали там два фільварки з 61 двором, з них 22 двори городників. У той час селяни Голоб були повністю закріпачені, феодал мав необмежену владу над кріпаками.
Голобчани не мирилися зі свавіллям шляхти. В період походу військ Богдана Хмельницького (1648 р.) вони вступали до повстанських селянських загонів, що діяли під Ковелем, і громили своїх гнобителів. Голоби та інші села були спустошені польською шляхтою, що мстилася за свої поразки, село Голоби було спалене.
Після визвольної війни експлуатація селян посилилась. Шляхтич Богошевський брав з Голобчан подимне і подушне, грішми і натурою, крім того, примушував їх відробляти панщину, яка доходила вже до 4-5 днів на тиждень з господарства.
В роки російсько-шведської війни (1700–1721 рр.), коли там у 1708 р. з'явилось шведське військо, голобчани чинили запекли опір, за що шведи в 1708 році спалили село дотла. Старі Голоби були розташовані за 3 км на північ, у районі Стахора. Тепер на цьому місці можна знайти лише уламки цегли та інші ознаки поселення людей. Після війни серед лісу, вздовж старого тракту Ковель-Мельниця, голобські селяни почали споруджувати собі житла, закладати основу сучасних Голобів.
На початку 18 століття село належало шляхтичам Єрузальським (Ярузельським). При Юзефі Єрузальському  тут був побудований римо-католицький костел (1711–1728 рр.) в стилі бароко на місці старого, за деякими даними, спаленого шведами у 1708 р. У першій половині 18 століття в центрі старовинного парку розмістився палац шляхтичів Вільгів-Єрузальських. На трикутному тимпані фронтону палацу був розміщений родинний герб Вільгів, що вказує на генерал-майора Франциска Фабіана Вільгу (Franciszek Fabian Wilga), одруженого з Теофілою Єрузальською, як ініціатора будівництва палацу або принаймні його перебудови, якщо він був побудований його тестем Юзефом Єрузальським. Вважається, що маєток був зведений не пізніше 1730-35 рр. Зовні він нагадував палац Чарторийських у Любліні (зведений у другій пол. 17 ст., у 1725-28 рр перебудований архітектором Франциском Майєром). Під час пожежі  у сер. 19 ст. палац був зруйнований. Тепер від нього залишився лише земляний насип. У парку була ділянка, обнесена високим частоколом, де вільно бродили дикі звірі. Тому ту частину парку довго іменували звіринцем. Про колишню велич та розкіш магнатів Вільгів свідчить кам'яна башта, яка служила раніше в'їзною брамою до палацу, та двоповерховий будинок другої половини 19 століття.
У 1783 р. новий власник Голобів, син Франциска Вільги чернігівський воєвода Людвік Вільга спорудив у селі Георгіївську церкву. Того ж року він добудував дві каплиці при мурованому римо-католицькому костелі Архангела Михаїла. 24 квітня 1786 року у вежу костелу влучила блискавка і він постраждав від пожежі. У 1793 році Людвік Вільга відбудував костел. У 1795 році в Голобах налічувалося 90 дворів і 615 жителів.
Наявна інформація про те, що в районі села відбувалися бойові зіткнення між арміями 
Наполеона Бонапарта та Російської імперії під час війни 1812 року.
У 1871 році через Голоби було прокладено залізницю. Одночасно була побудована нова дорога на Ковель, яка перерізала навпіл великий ставок, що був у парку. Сучасні вулиці Шевченка та Грушевського - це старий шлях.
У 1876 році тут було споруджено станцію залізниці Ковель-Луцьк.
У 1918 в Голобах була сформована 2-га Синьожупанна дивізія УНР (В.Зелінський "Синьожупанники", Берлін, 1938, с.34. http://diasporiana.org.ua/istoriya/10587-zelinskiy-v-sinozhupanniki/ [Архівовано 4 грудня 2020 у Wayback Machine.]
В липні 1920 року в Голобах утворився ревком на чолі з І. Р. Янком, а у вересні-жовтні село перейшло під владу Польщі.
З січня 1940 року Голоби — центр Голобського району. 21 січня 1958 р. Голоби приєднали до Ковельського району, згодом деякий час вони були у складі Рожищенського району (1962 - 1963).
За часи німецької окупації під час Німецько-радянської війни гітлерівці вивезли з селища майже 350 осіб на каторжні роботи в Німеччину, спалили 48 будинків. Наприкінці серпня 1942 р. у Мельниці сформували гетто, а євреям Голоб наказали зібратися на площі поблизу синагоги. Ймовірно 3 вересня 1942 р. від 1200 до 1500 євреїв вивели до піщаного кар’єру поблизу Мельниці й убили. Ці страшні події торкнулись євреїв Мельниці, Голоб і близько 30 євреїв Ратного, які працювали неподалік на будівництві дороги Луцьк — Ковель.
Утікачі з гетто Голоб, яким удалося врятуватися від першої акції, поверталися поступово до містечка. Імовірно 24 листопада 1942 р. їх усіх — близько 250 осіб — розстріляли на цьому місці. 
Відомо про 94 євреїв, яким удалося пережити німецьку окупацію у Голобському районі.
Голоби зайнято Червоною Армією 16 березня 1944 року.
1957 року Голобам надано статус селища міського типу. У селищі є краєзнавчий музей.
14 серпня 2015 була утворена Голобська об'єднана територіальна громада.

## Пам'ятки архітектури
| Пам'ятка                             | Дата                 | Охоронний № та № у комплексі |
| ------------------------------------ | -------------------- | ---------------------------- |
| Національного значення               |                      |                              |
| Михайлівський костел (мур.)          | 1711–1728 рр.        | 140 / 0                      |
| Садиба (мур.)                        | XVIII — поч. XIX ст. | 1027 / 0                     |
| Садибний будинок (мур.)              | поч. XX ст.          | 1027 / 1                     |
| В'їзна брама (мур.)                  | XVIII ст.            | 1027 / 2                     |
| Георгіївська церква (мур.)           | 1783 р.              | 1028 / 1                     |
| Дзвіниця Георгіївської церкви (дер.) | XVIII ст.            | 1028 / 2                     |
| Місцевого значення                   |                      |                              |
| Будинок залізничної станції (мур.)   | 1903 р.              | 171-м                        |

## Релігія
Адвентисти сьомого дня - громада налічує 18 членів громади.

## Транспорт

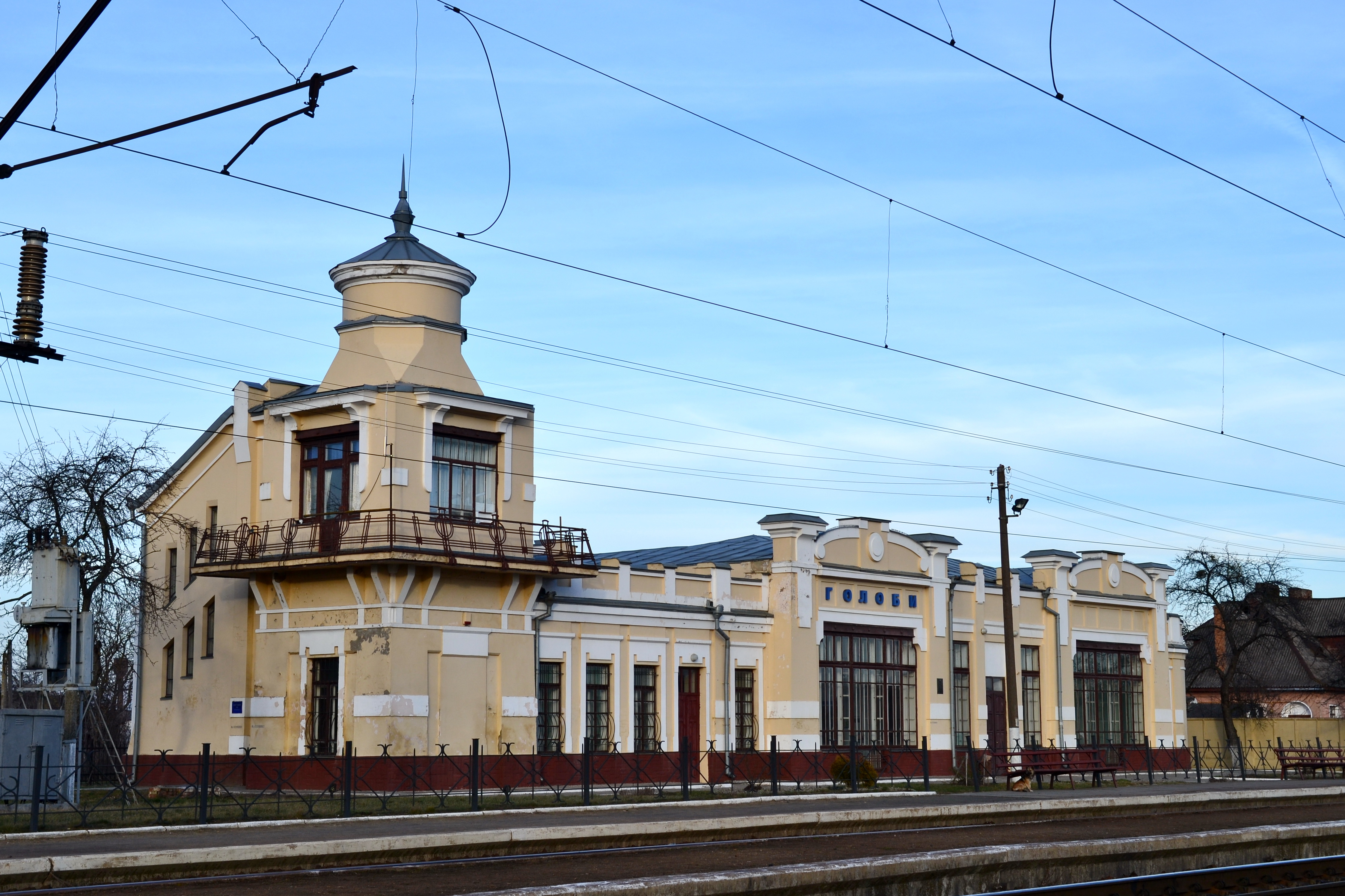
Будинок залізничної станції

Є однойменна залізнична станція (лінія Берестя-Київ збудована в 1873). У 2001 році гілка була електрифікована.
Через селище пролягає автошлях європейського значення E85, що з'єднує Егейське та Балтійське моря, у межах України траса має назву М19, ділянка Луцьк—Ковель.

## Відомі люди

### Уродженці Голоб
- Байда Григорій — волинський журналіст, працював у газеті «Волинь».
- Беркута Анатолій Всеволодович — кандидат економічних наук, заступник міністра регіонального розвитку та будівництва України.
- Божидарнік Віктор Володимирович — доктор технічних наук, професор, ректор Луцького Державного Технічного Університету у 1977—2015 рр.
- Брезвін Анатолій Іванович — колишній Голова Державної податкової адміністрації України; Президент Федерації хокею України. Кандидат економічних наук, заслужений економіст України. За науково-практичну діяльність нагороджений медаллю «За трудову відзнаку» (2002 р.); орденами «За заслуги» ІІІ ступеня (1997 р.), ІІ ступеня (1999 р.) та І ступеня (2004 р.).
- Владика Варнава (Гладун) — архієрей УПЦ (МП).
- Максимчук Станіслав Вікторович — герой АТО.
- Садовник Юрій Володимирович- доцент Національної металургійної академії України, кандидат технічних наук, Лауреат Державної премії України в галузі науки і техніки, автор унікального методу виробництва нержавіючої сталі, запущенного в 1991 році на заводі Дніпроспецсталь (м. Запоріжжя).
- Віхоть Олександр Михайлович — начальник залізничної станції в смт Голоби, а також активний спортивний діяч у Волинської області.
- Гарбарук Сергій Володимирович - голова селишної ради
- Архимандріт Ніфонт- настоятель храму Святого Георгія побідоносця російської православної церкви московського патріархату

### Мешканці селища
- Галина Мневська (Галина Орлівна) — поетеса, політична діячка; похована в Голобах;
- Михайло Хижко — письменник-гуморист (народився у с. Глинську на Сумщині).

## Галерея

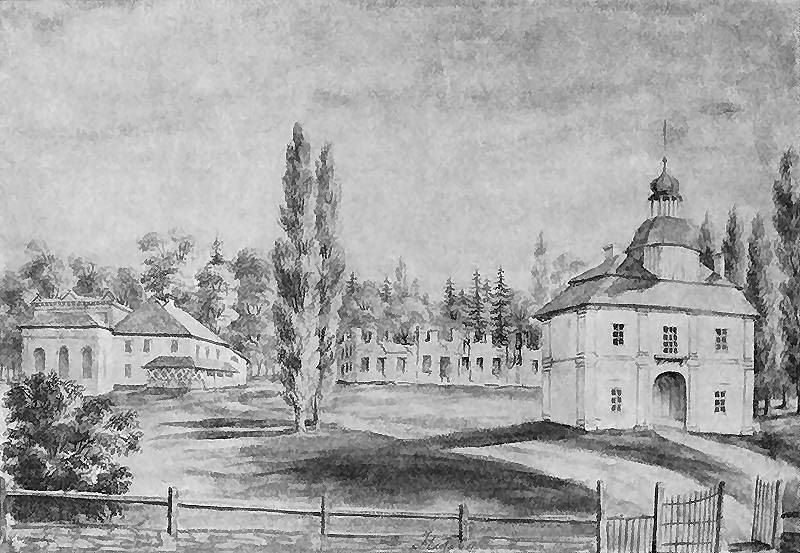
Наполеон Орда. Голоби. Папір, олівець, акварель, 21,3×28,5. 1862-70 рр.
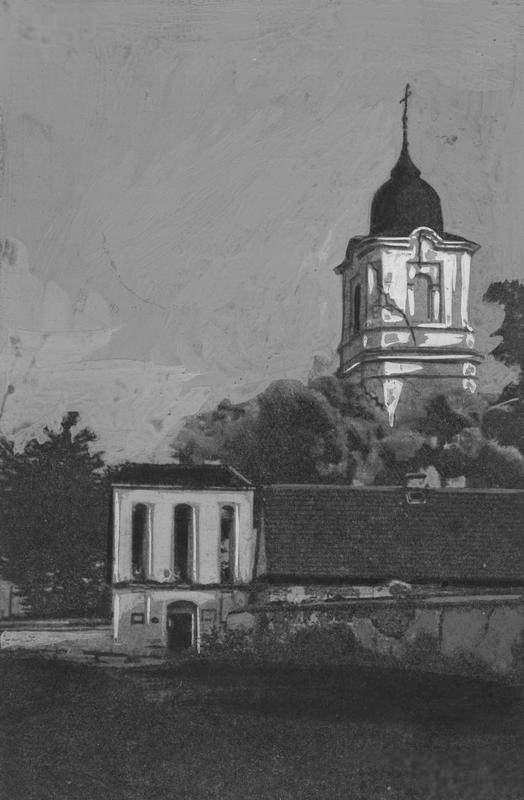
Костел святого Михайла. Польська листівка 1920-их років
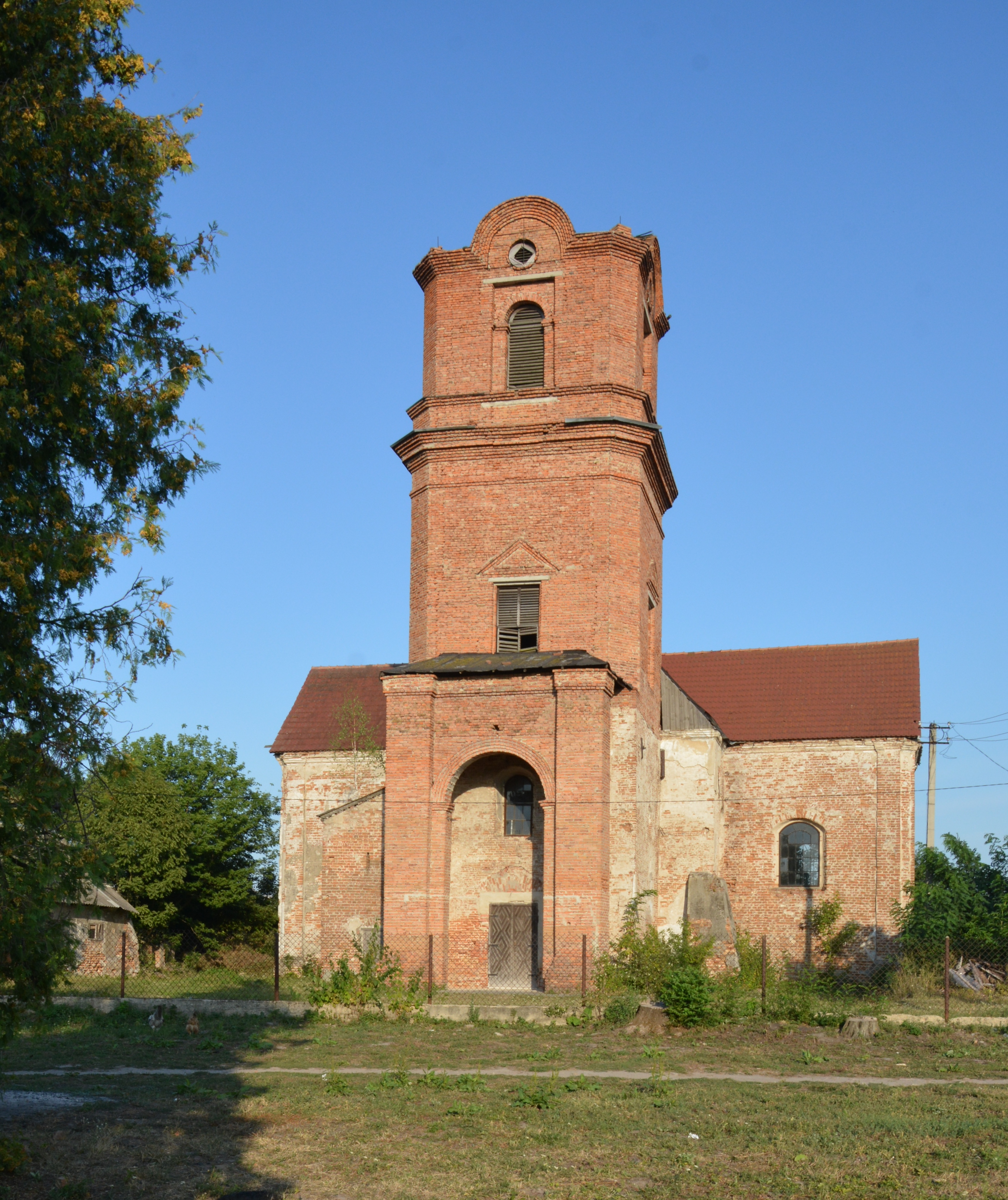
Костел святого Михайла.Сучасний вигляд
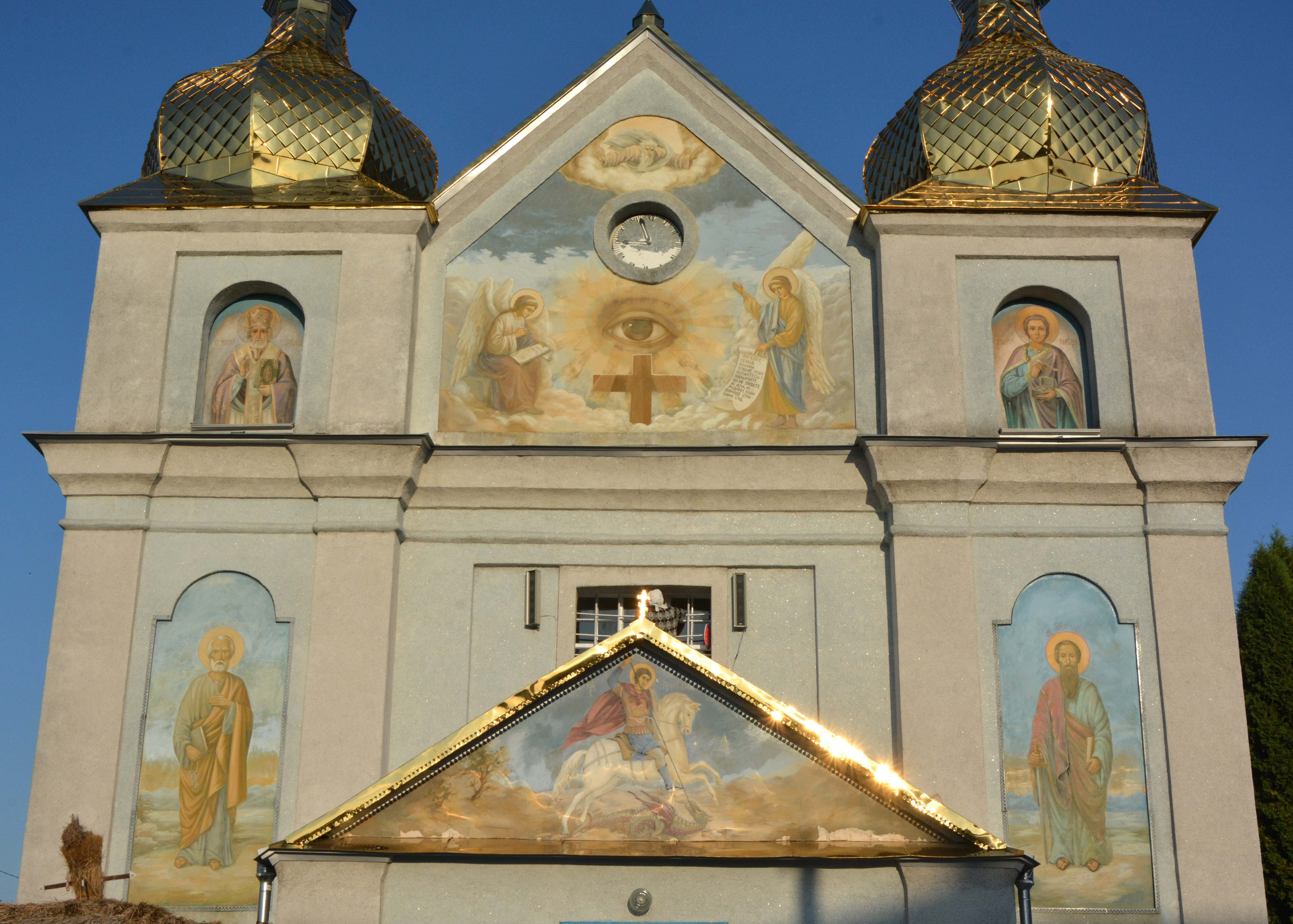
Георгіївська церква (1783 р.) - фрески біля центрального входу
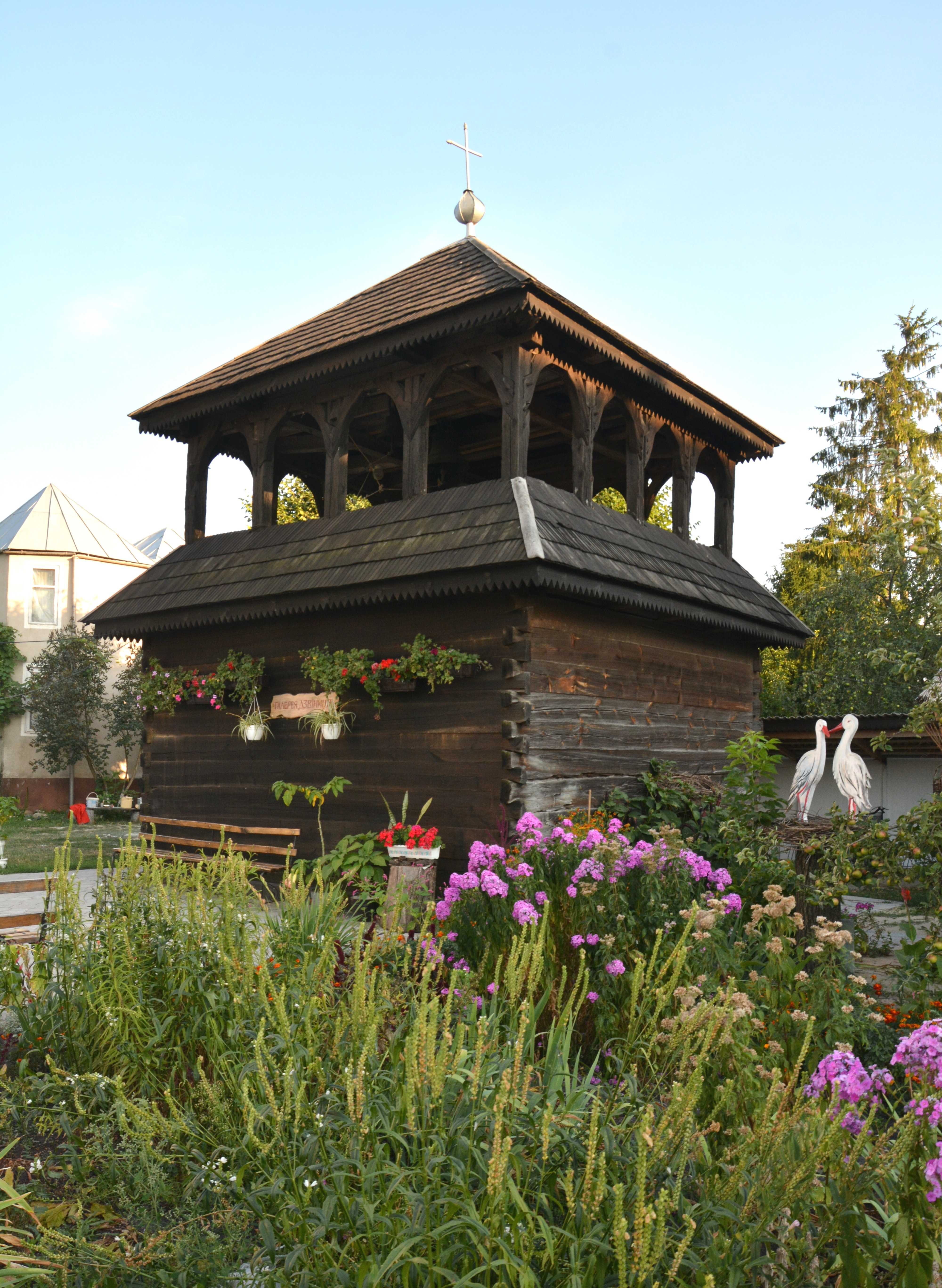
Дзвіниця Георгіївської церкви (дер., 18 ст.)
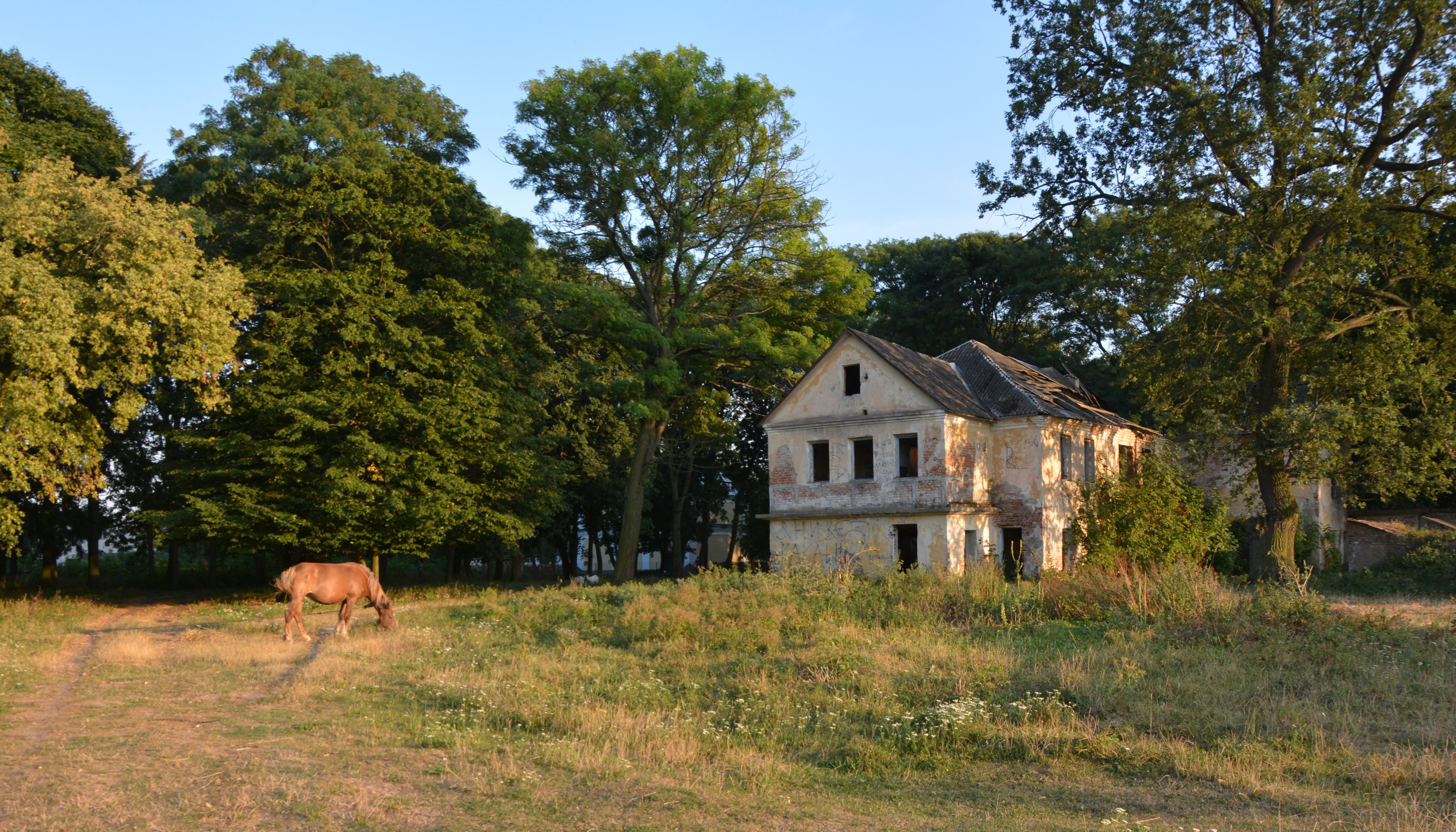
Будинок Ронікерів та Марії М'яновської (19-поч. 20 ст.) - вигляд від дороги
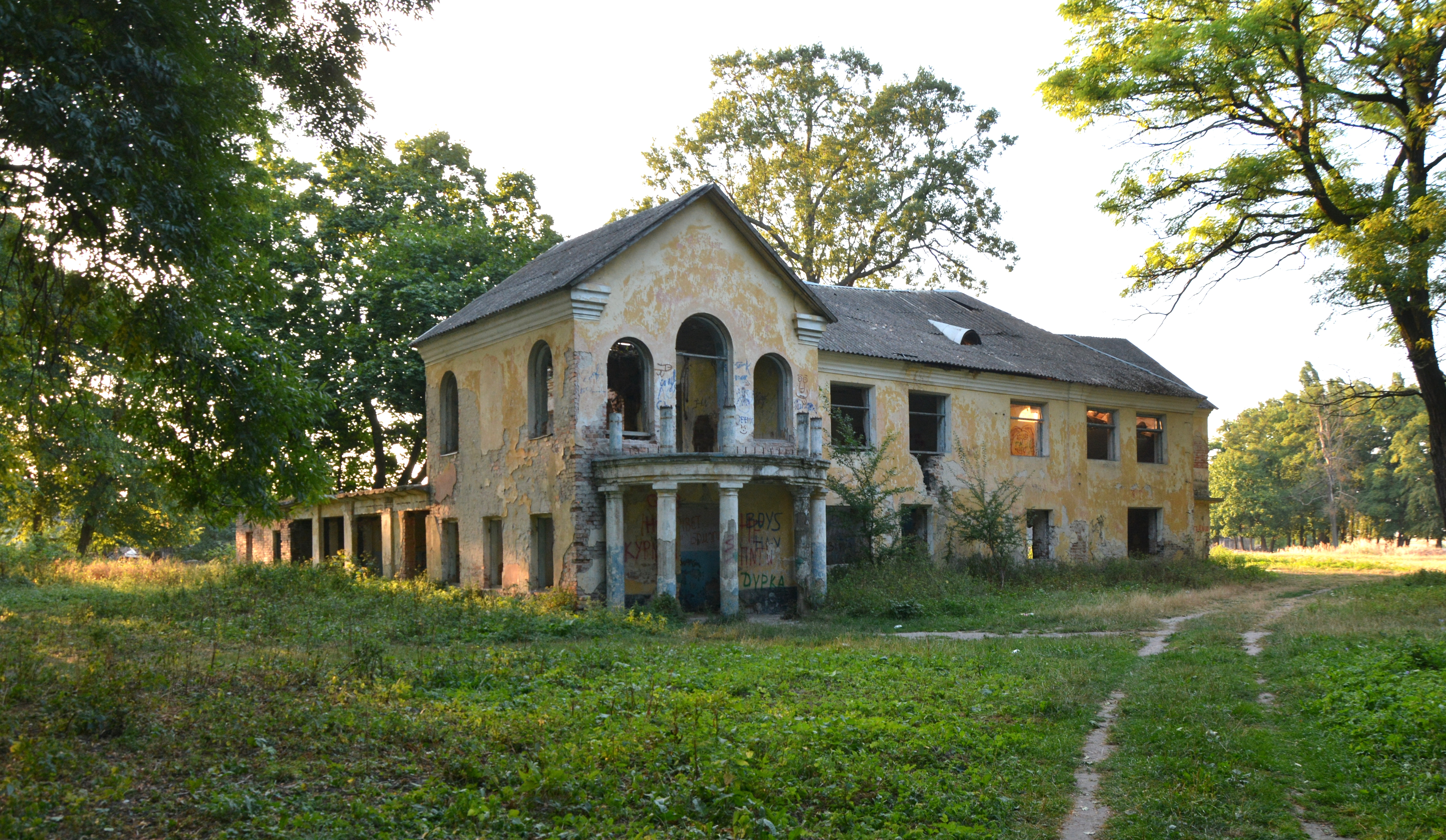
Будинок у парку, побудований на фундаменті концертного залу маєтку Вільгів, з прибудовами 19-20 ст.
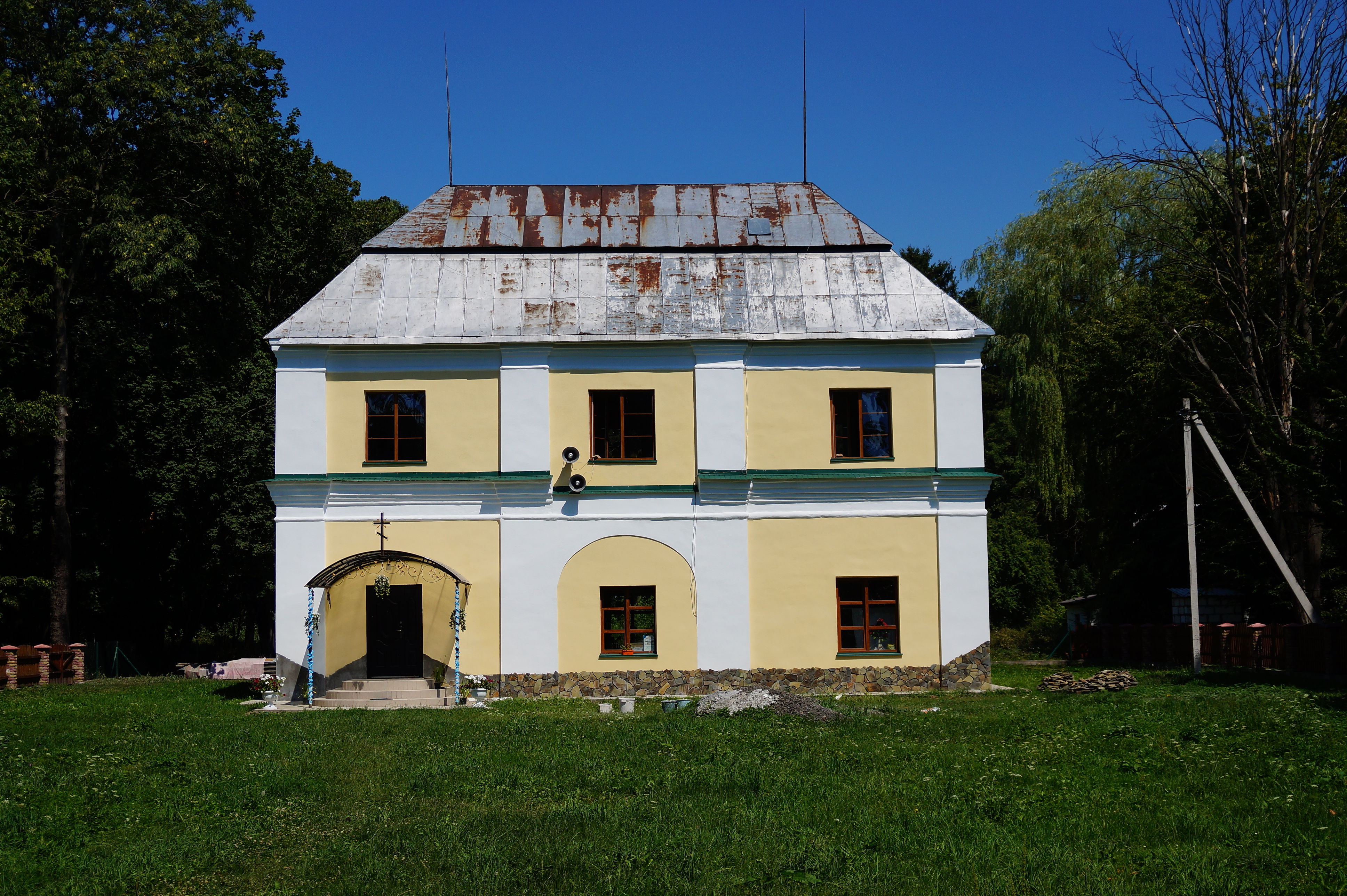
Садиба Вільгів, в'їзна брама (18 ст.)
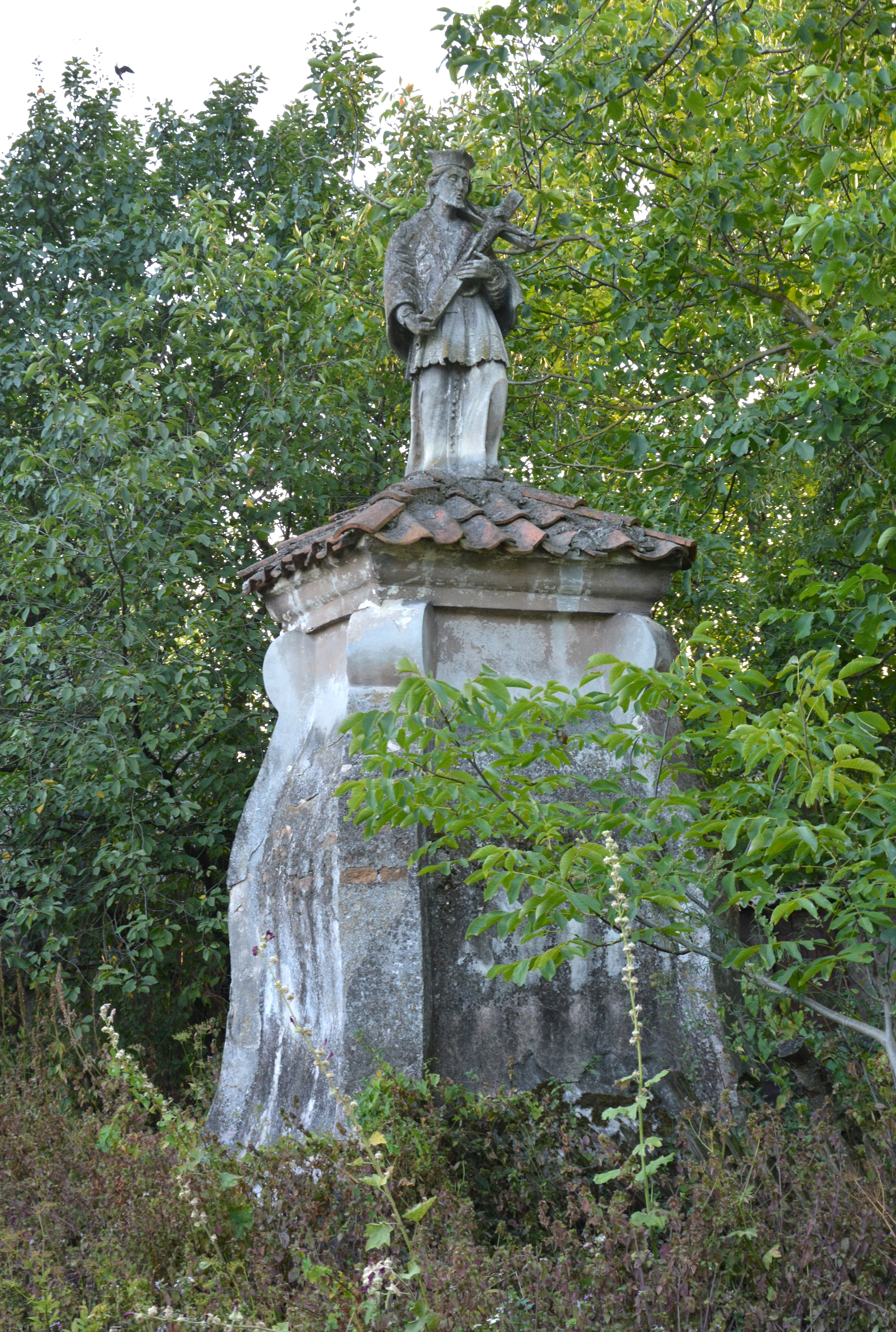
Скульптура з колишньої ринкової площі.
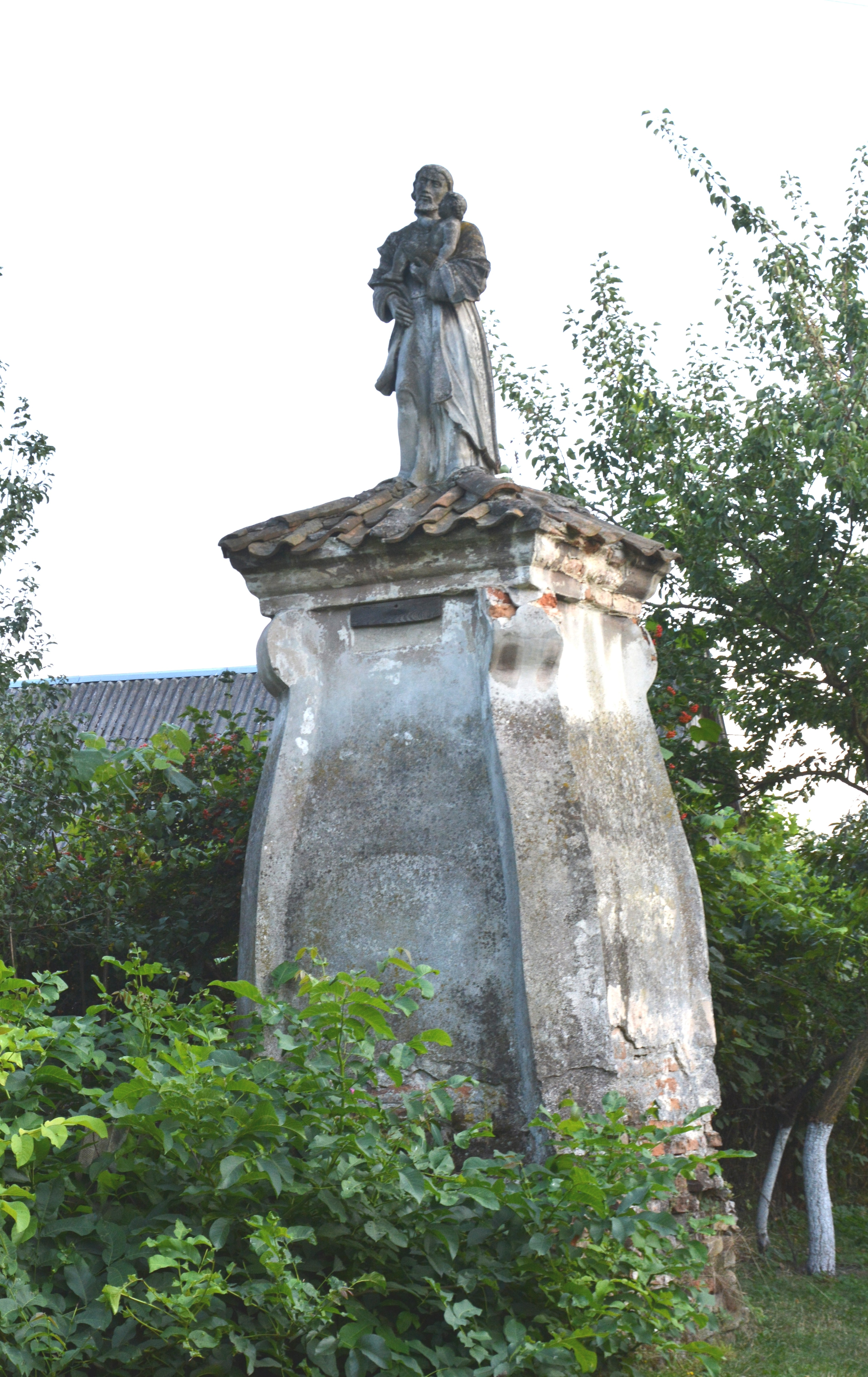
Скульптура з колишньої ринкової площі.
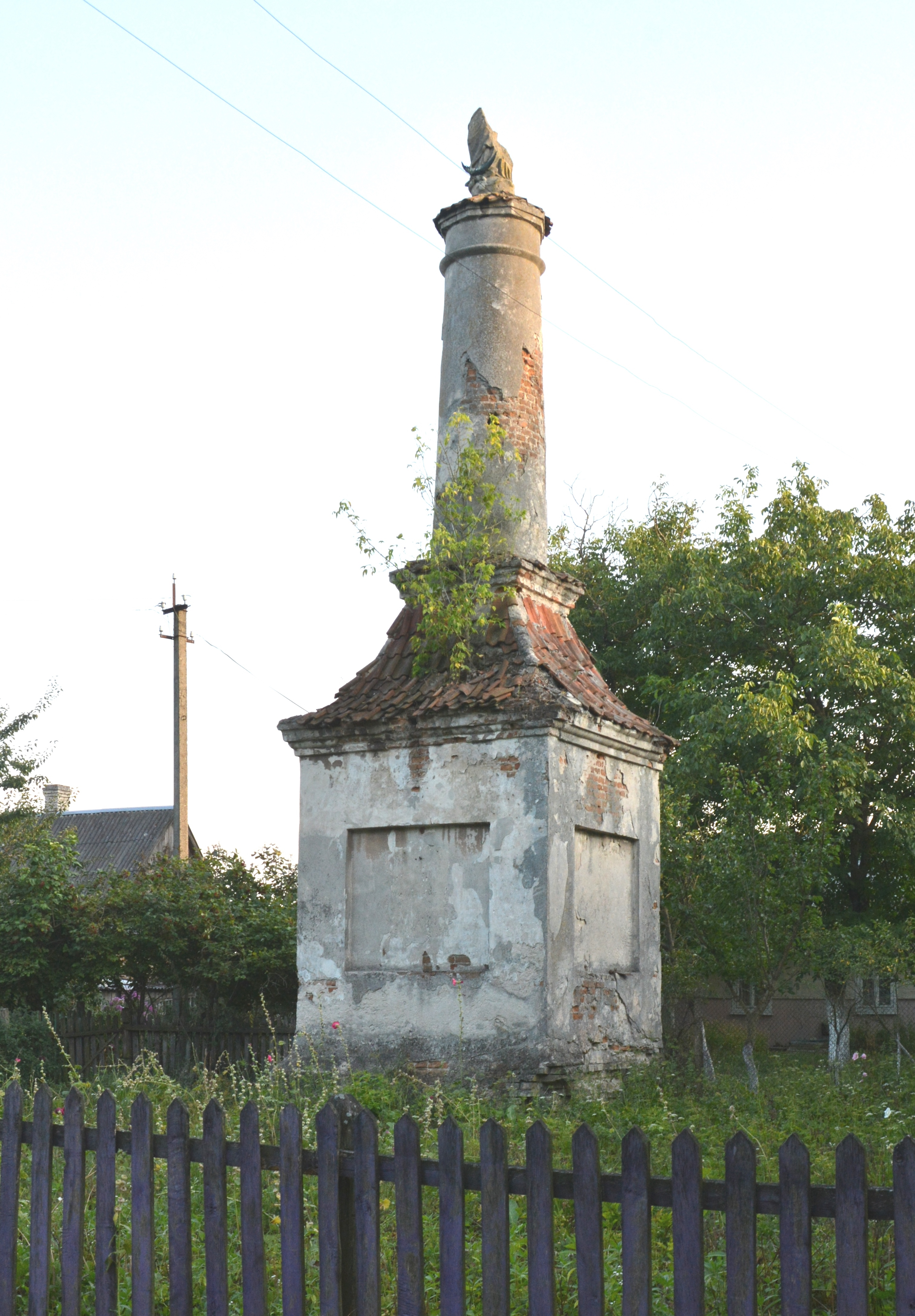
Скульптура з колишньої ринкової площі.
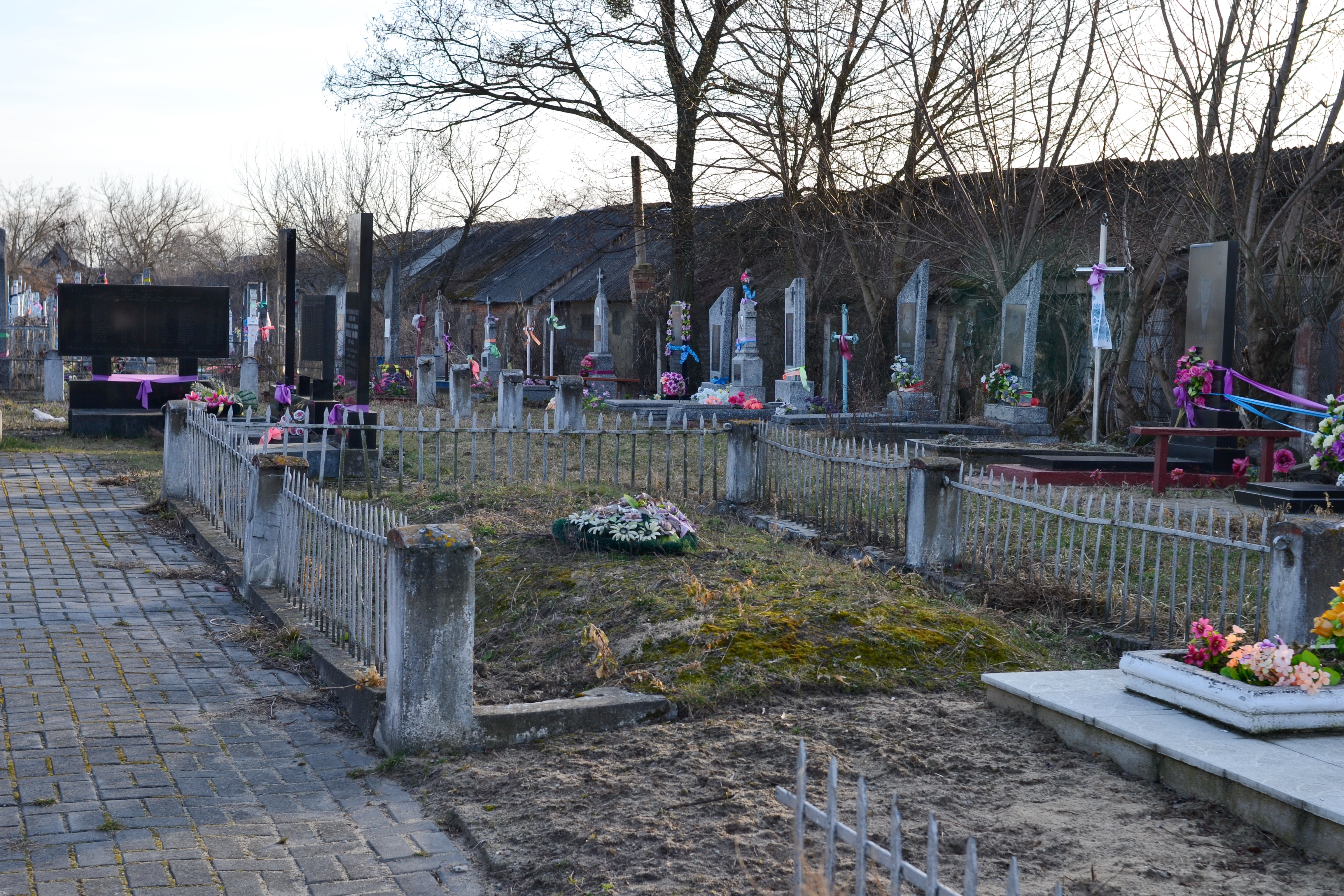
Могили братські (3) радянських воїнів (розташування поховання)
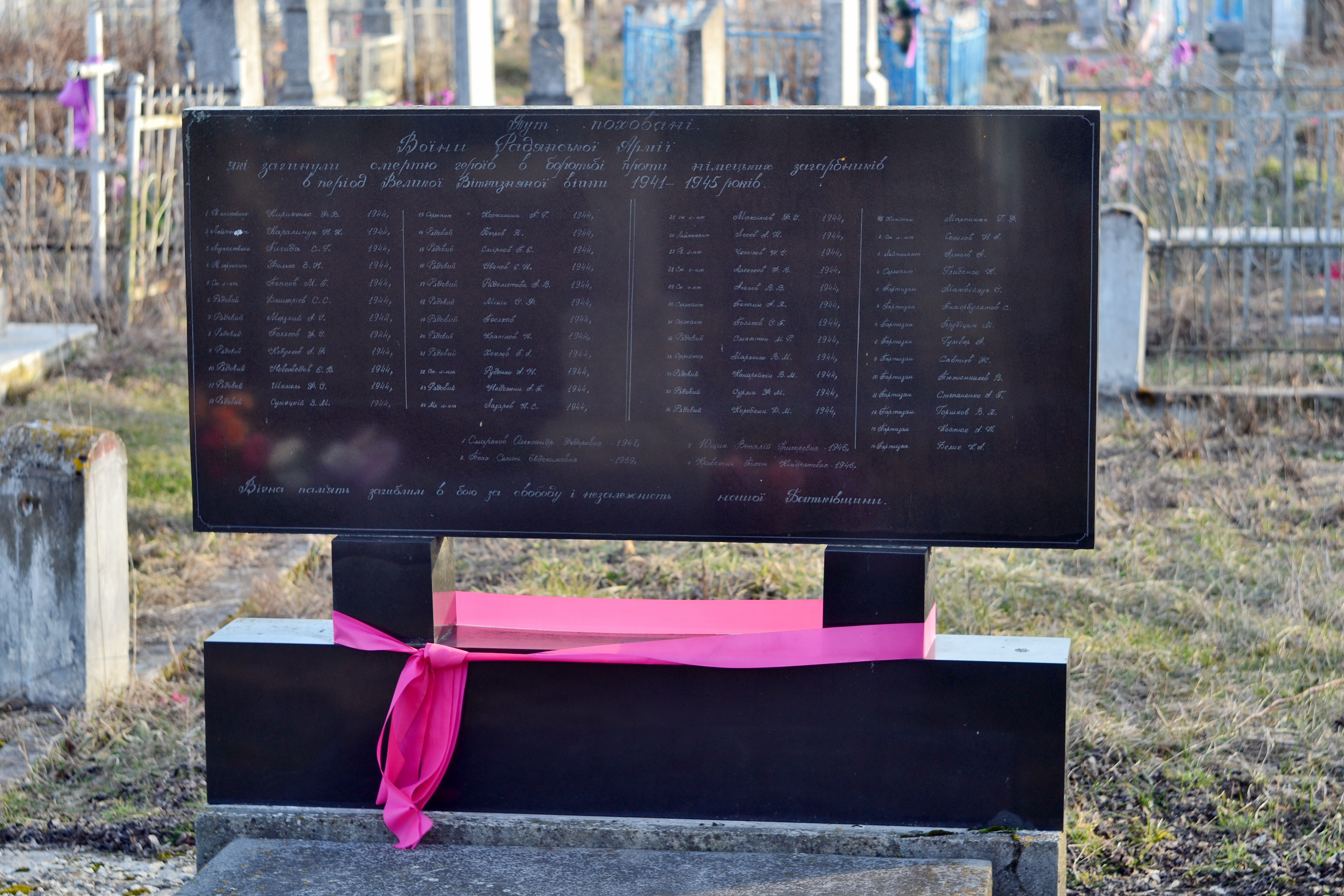
Могили братські (3) радянських воїнів (перша з трьох плит з переліком загиблих)
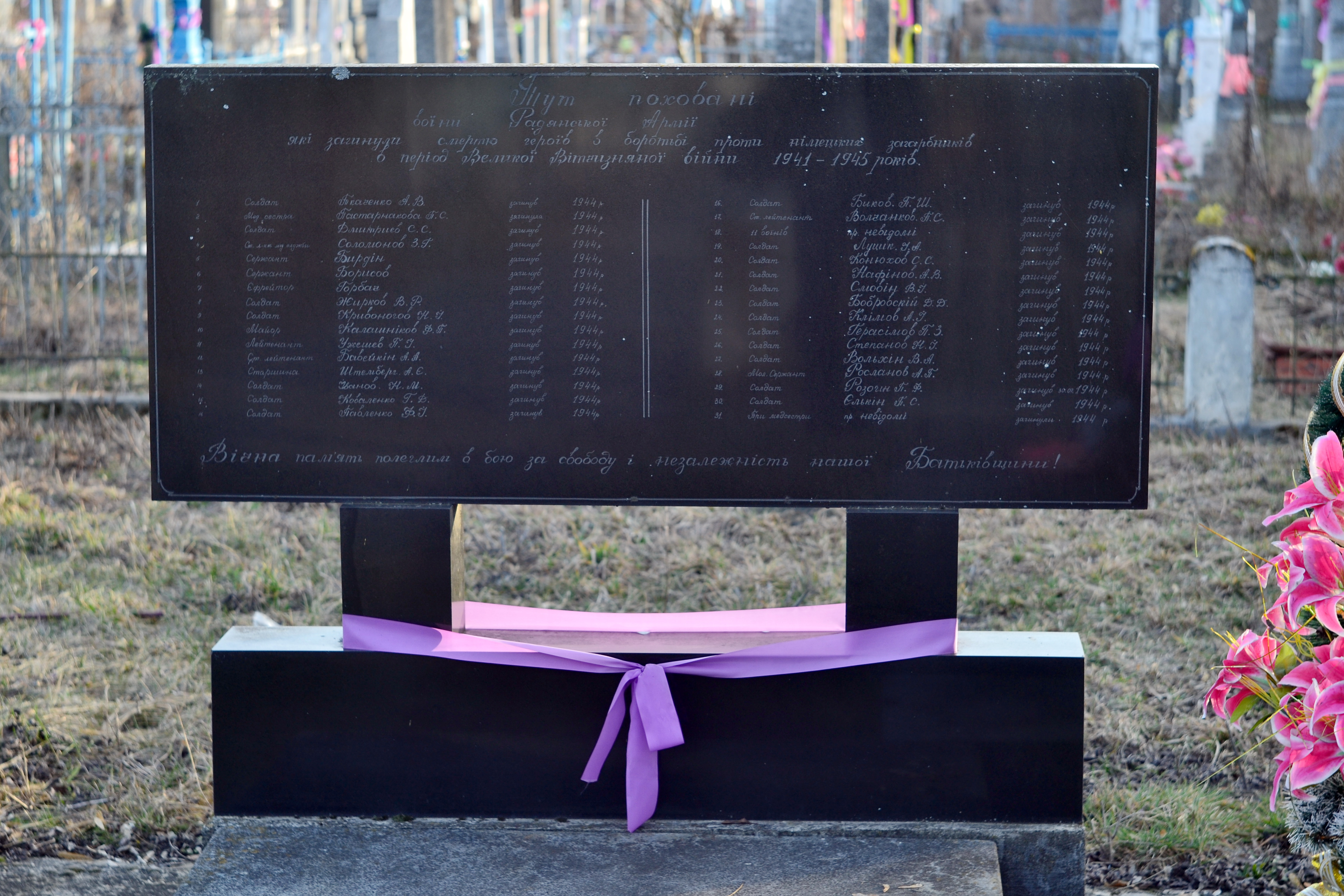
Могили братські (3) радянських воїнів (друга з трьох плит з переліком загиблих)
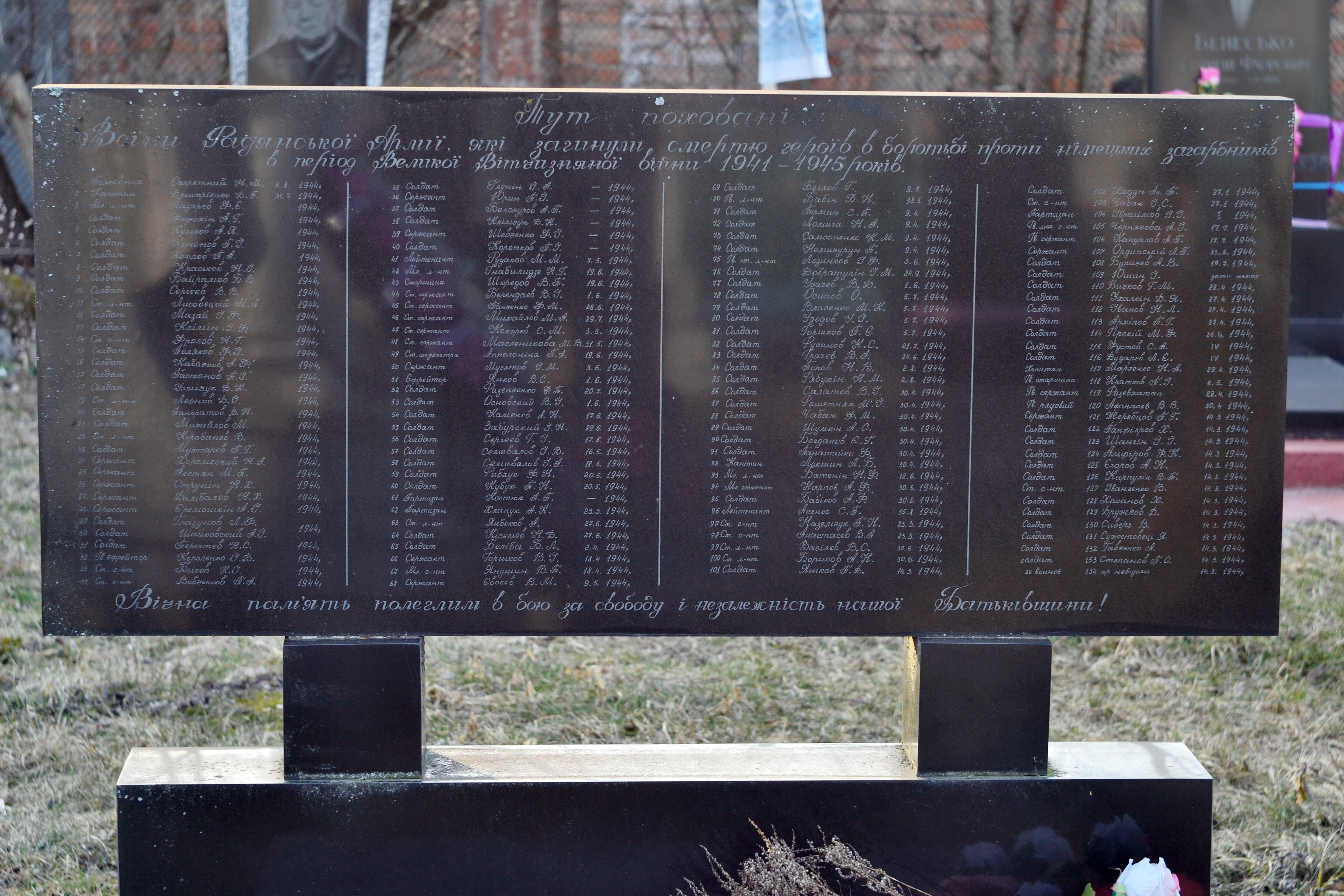
Могили братські (3) радянських воїнів (третя з трьох плит з переліком загиблих)
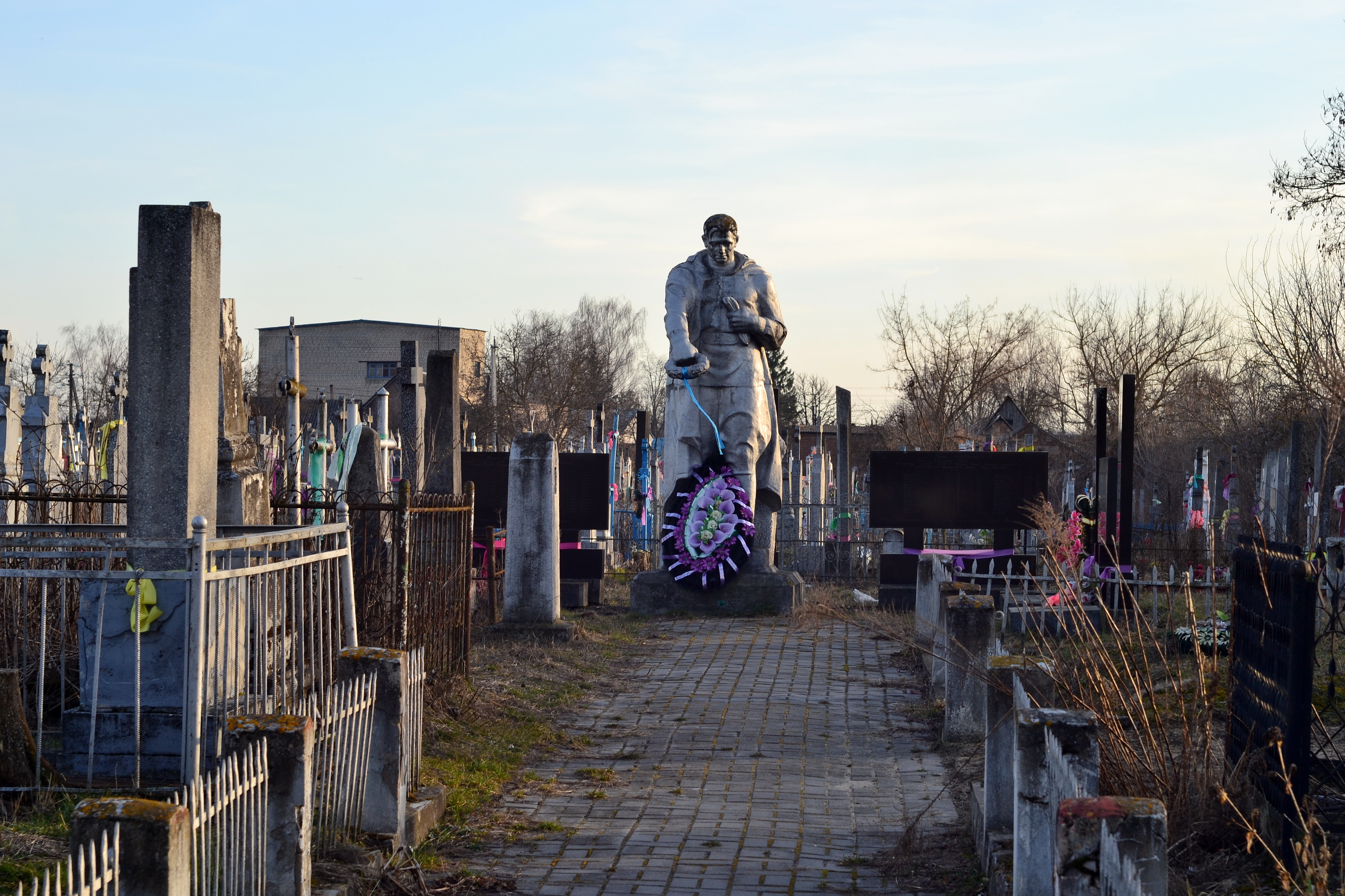
Могила братська партизан, серед яких поховано Мартинюка Г. Ф.
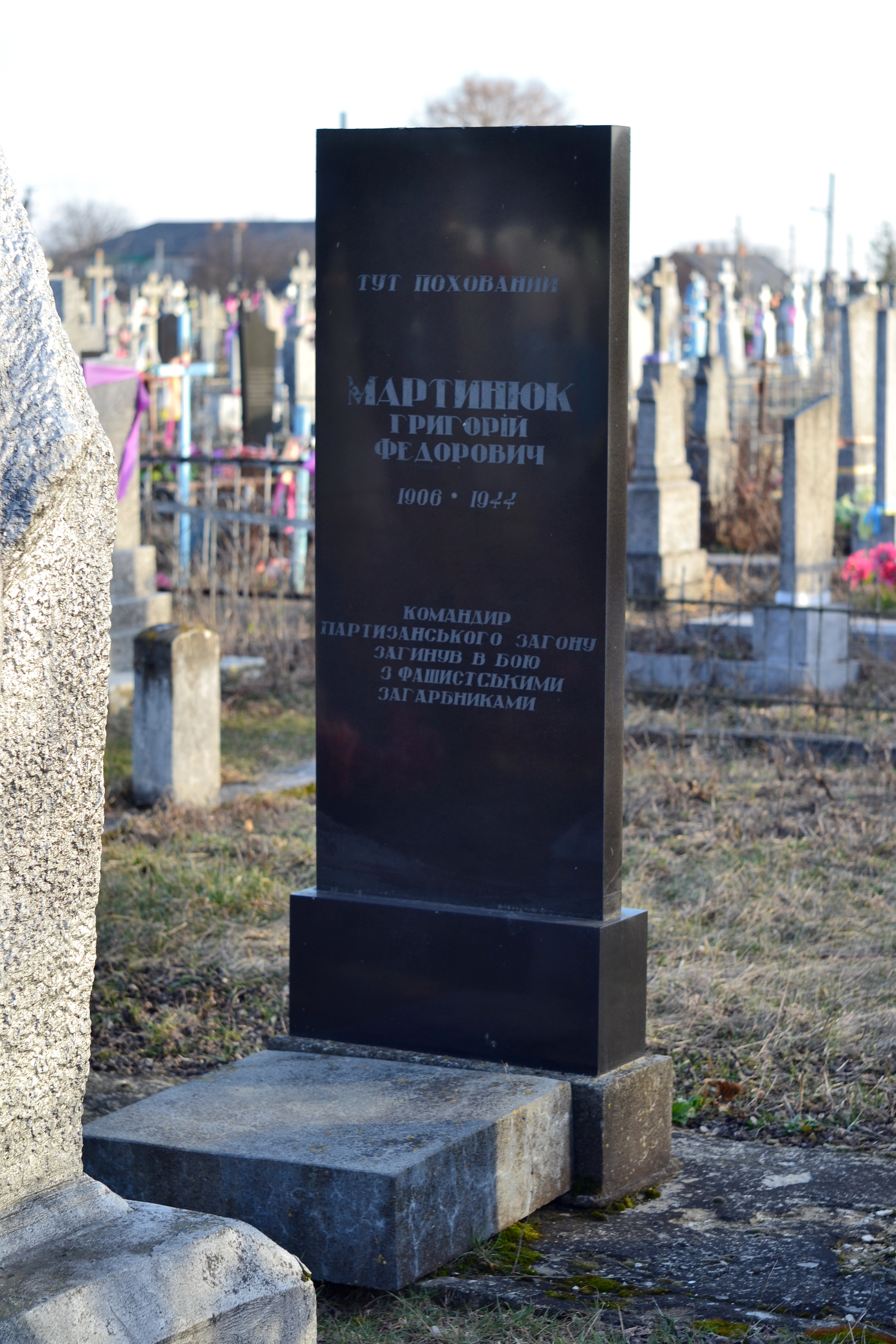
Пам'ятник Мартинюку Г. Ф. на братській могилі партизан
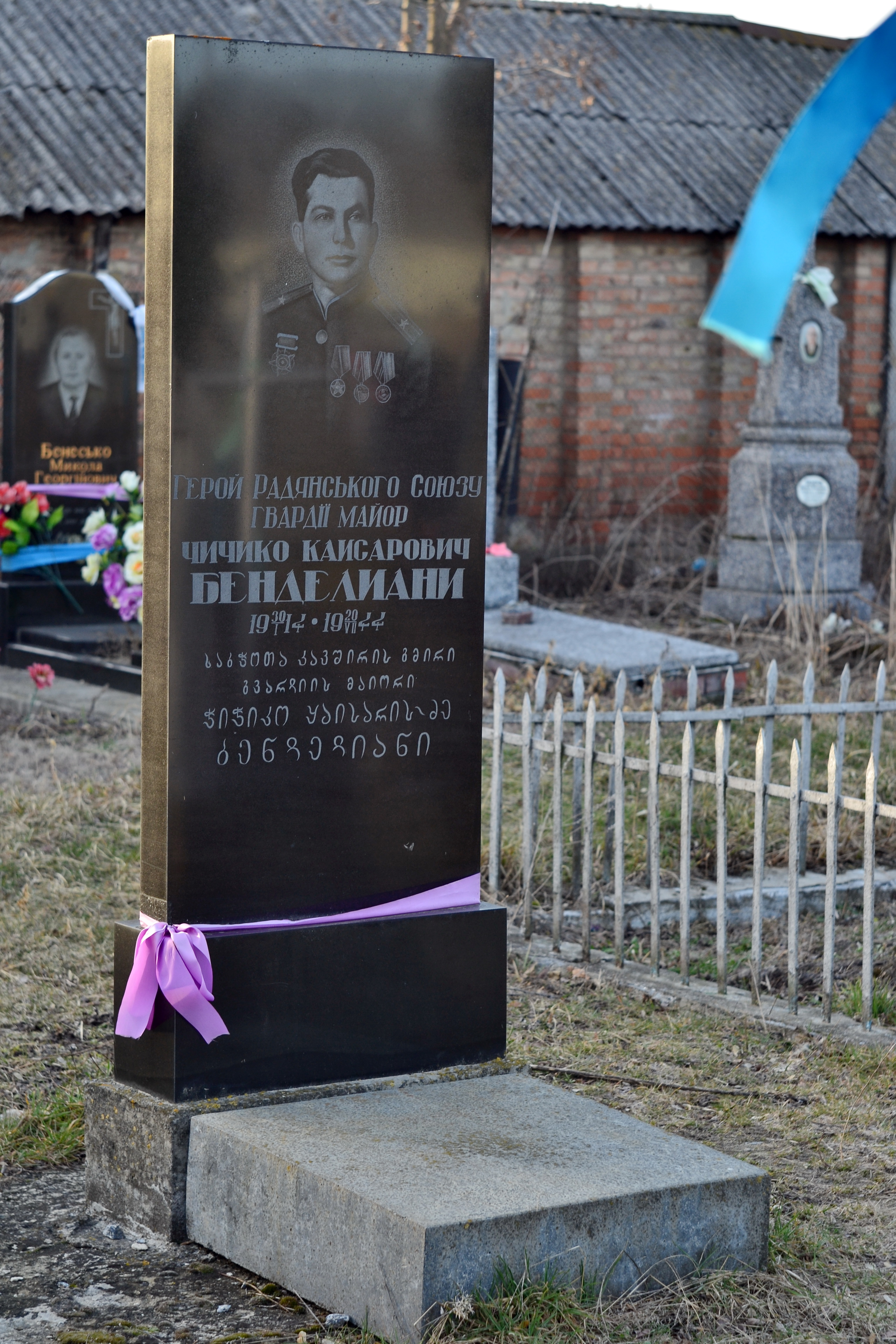
Могила Бенделіані Ч. К. – Героя Радянського Союзу